# HD 10647b
HD 10647b，也被称为波江座q1b，是一颗位于波江座、距离地球约57光年的系外行星。该行星是一个中型巨行星，其轨道与中央恒星的距离比地球至太阳的距离大103%，其轨道周期为33个月，轨道半振幅为17.9m/s。